# Hans Moravec
Pour les articles homonymes, voir Moravec.
Hans Moravec, né le 30 novembre 1948 en Autriche, est enseignant-chercheur au centre de robotique de l'université Carnegie-Mellon. Il s'est fait connaître à travers ses travaux sur la robotique, sur l'intelligence artificielle mais aussi par ses articles sur l'impact des nouvelles technologies. Moravec est un futurologue dont les écrits et les prédictions s'inscrivent dans le courant transhumaniste.

## Biographie
Moravec passe deux ans au collège Loyola de Montréal avant de s'inscrire à l'université Acadia où il obtient son baccalauréat de mathématiques en 1969. En 1971, il obtient un master à l'université de Western Ontario, puis un doctorat à l'université Stanford en mettant au point un robot équipé d'une caméra de télévision, contrôlé à distance par un ordinateur. Le robot avait la capacité de se déplacer en évitant les obstacles semés sur son parcours. Il continue à innover en améliorant la capacité des robots à cartographier l'espace et s'y repérer à l'aide de cartes de points 3D. Il a également développé l'idée d'un robot fractal. 
En 2003, Moravec fonde avec un associé la compagnie SEEGRID, avec pour objectif de fabriquer un robot complètement autonome, capable de se déplacer sans intervention de l'homme. Moravec est également connu pour ses travaux sur les câbles utilisés pour la propulsion captive. 

## Publications
Dans un livre intitulé Mind Children (Les Enfants de l'esprit), Moravec expose brièvement la loi de Moore et l'avenir des organismes artificiels. Il échafaude un scénario et un calendrier sur l'évolution de l'intelligence artificielle et la façon dont elle tend à se rapprocher de l'intelligence humaine, scénario qui rappelle celui d'Isaac Asimov qui prédisait que les robots seraient devenus une nouvelle espèce artificielle aux environs de 2030-2040.  
Dans un autre ouvrage Robot: Mere Machine to Transcendent Mind (Robot : de la simple machine à l'intelligence supérieure), paru en 1998, il analyse les implications de l'évolution de l'intelligence artificielle.
Moravec a également écrit sur la logique de boucle temporelle.

## Influence sur la science-fiction
Moravec est une source d'inspiration pour les auteurs de science-fiction tels que Dan Simmons, qui a baptisé du nom de moravecs les cyborgs auto-replicants de son roman Ilium. Ken MacLeod reprend l'idée d'un robot fractal dans La Division Cassini (1998). Le roman de Charles Stross, Accelerando, raconte comment des paramètres décrivant l'état du système nerveux de panulirus interruptus, une espèce de homard, sont chargés sur internet où ils développent une conscience de soi. La technologie d'imagerie cérébrale utilisée pour effectuer le paramétrage initial porte le titre d'Opération Moravec. Robert Forward cite son nom dans le roman Rocheworld qui met en scène un robot de Noël fractal. Moravec apparaît dans les emails de Layla dans Assassin's creed odyssey. 